# Százhalombattai LK
Százhalombattai LK – węgierski klub piłkarski grający w NB III.

## Aktualny skład
Stan na 23 maja 2010.
| Nr | Poz. | Piłkarz          |
| -- | ---- | ---------------- |
|    | BR   | Dániel Hegedűs   |
|    | BR   | Endre Nagy       |
|    | OB   | Gábor Sontra     |
|    | OB   | József Gyöngyösi |
|    | OB   | Gábor Nagy       |
|    | OB   | Károly Hollósi   |
|    | OB   | Balázs Akli      |
|    | OB   | Ádám Gyurkovics  |
|    | OB   | Gábor Pregitzer  |
|    | OB   | Sándor Pauliscse |
|    | OB   | Dániel Fejős     |
|    | OB   | Krisztián Móra   |
|    | PO   | Csaba Károlyi    |
|    | PO   | Bence Tancsik    |

| Nr | Poz. | Piłkarz          |
| -- | ---- | ---------------- |
|    | PO   | Gergely Henrik   |
|    | PO   | Máté Ribényi     |
|    | PO   | Zoltán Szabó     |
|    | PO   | Imre Szép        |
|    | PO   | László Bakó      |
|    | NA   | Csaba Hegedűs    |
|    | NA   | Krisztián Juhász |
|    | NA   | Gábor Sárdi      |
|    | NA   | Bálint Gyurácz   |
|    | NA   | Péter Babicz     |
|    | NA   | Zoltán Ihos      |
|    | NA   | Péter Bellon     |
|    | NA   | Róbert Károlyi   |

## Władze i sztab szkoleniowy
- Prezes: János Rednágel
- Wiceprezes: István Dezsényi
- Sekretarz: Bertalan Molnár
- Członkowie zaarządu: József German, Gábor Károlyi
- Trener: Zsolt Tallér
- Trener obrońców: László Varga
- Trener kadry U-19: Gyula Héring
- Trener drużyny U-16: István Nagy
- Kierownik techniczny: József Kiss
- Masażysta: János Nagy
- Lekarz klubowy: Dr. Attila Kováts